# Ланьцутський повіт (1867—1939)
Ланьцутський повіт (нім. Bezirk Łańcut; пол. Powiat łańcucki) — історична адміністративна одиниця, що входили до складу Австро-Угорщини і Польщі. Центром повіту було м. Ланьцут.

## Королівство Галичини та Володимирії
Провісник пізнішого повіту Судовий повіт Ланьцут (адміністративно-судовий орган влади) був створений наприкінці 1850 р. Повітова судова виконавча влада підпорядковувалась утвореному того ж року апеляційному суду у Кракові (за підпорядкованістю до якого повіти вважались належними до Західної Галичини на противагу апеляційному суду у Львові як критерію належності до Східної Галичини).
Сам Ланьцутський повіт як орган адміністративної влади після проголошення в 1854 р. був створений 29 вересня 1855 р. (паралельно до наявного судового повіту) у складі округу Ряшів.
Після скасування окружних відомств наприкінці жовтня 1865 р. їх компетенція перейшла до повітових управлінь. За розпорядженням міністерства внутрішніх справ Австро-Угорщини 23 січня 1867 року під час адміністративної реформи місцевого самоврядування збільшені повіти, зокрема до попереднього Ланьцутського повіту (з 26 самоврядних громад-гмін) приєднаний повіт Переворськ (з 44 гмін) та більша частина повіту Лежайськ (з 24 гмін), 3 гміни Тичинського повіту (Альбіґова, Гандзлювка і Гусів) та по одній гміні повітів Ряшів (Поґвіздув) і Глогув (Вулька под Лясем). Однак у повіті існували й надалі 3 окремі судові округи (повіти) — Ланьцутський, Лежайський і Переворський. 
У 1879 р. площа повіту становила 721,33 км², населення — 119 242 особи, повіт включав 113 поселень (з них 3 міста — Ланьцут, Лежайськ, Переворськ), поділявся на 106 кадастральних гмін.
1 листопада 1899 р. Судовий округ Переворськ був вилучений з повіту та утворений повіт Переворськ.
Ланьцутський повіт за переписом 1910 р. налічував 66 гмін (самоврядні громади) і 51 фільварок та займав площу 865 км². В 1900 році населення становило 92 691 особу. За переписом 1910 р. населення становило 93 522 особи.

## Польща

### Адміністративний поділ
Повіт включений до складу Львівського воєводства Польської республіки після утворення воєводства у 1920 році.
1 січня 1925 р. розпорядженням Ради Міністрів Польщі сільські гміни Підзвіринець і Передмістя включені до міста Ланьцут
1 квітня 1928 р. об'єднані сільські гміни (громади) Жолиня місто і Жолиня село у гміну Жолиня.
1 квітня 1930 р. була ліквідована сільська гміна Баранівка, а її територія включена до гміни Єльна.
Розпорядженням міністра внутрішніх справ 10 квітня 1934 р. села Цєрпіш і Крачкова передані з Ряшівського повіту Львівського воєводства до Ланьцутського повіту того ж воєводства
1 серпня 1934 р. здійснено новий поділ на сільські гміни внаслідок об'єднання дотогочасних (збережених від Австро-Угорщини) гмін, які позначали громаду села. Новоутворена гміна відповідала волості — об'єднувала громади кількох сіл або (в дуже рідкісних випадках) обмежувалась єдиним дуже великим селом.

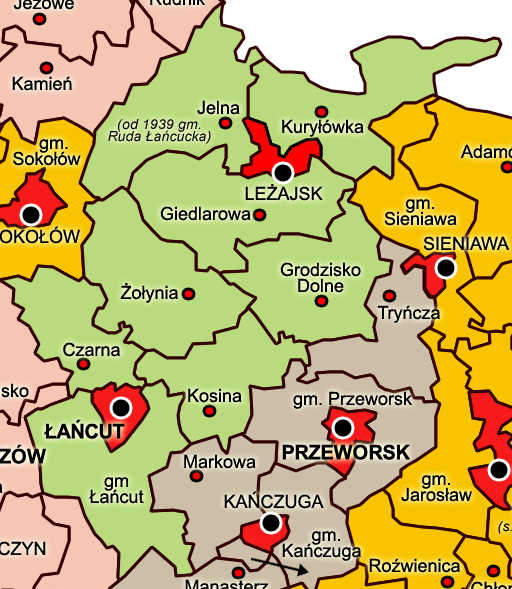
Ланьцютський повіт

Станом на 1934 рік:

#### Гміни
- Гміна Ланьцут
- Гміна Чорна
- Гміна Жолиня
- Гміна Косіна
- Гміна Ґродзісько-Дольне
- Гміна Ґєдлярова
- Гміна Єльна
- Гміна Курилівка

#### Міста
- Ланьцут
- Лежайськ

1 квітня 1937 р. межі міста Лежайськ розширено за рахунок села Ґіллерсгоф, вилученого із гміни Ґєдлярова .

## Населення
Ланьцутський повіт був західною межею Русі, Галицько-Волинського князівства і Руського воєводства та українських етнічних земель з польськими землями. У 1907 році українці-грекокатолики становили 6% населення повіту. Попри півтисячолітню політику полонізації  на 01.01.1939 українське населення ще становило більшість (3120 з 3840) у чотирьох селах (Дубно, Жухів, Ожанна, Халупки) і у восьми поселеннях (Лежайськ, Бриська Воля, Курилівка, Лукова, Прихоєць, Сідлянка, Старе Місто, Вілька Ламана) повіту  проживали ще рештки українського населення Надсяння — з 12 990 жителів було 870 україномовних українців  і 1 300 польськомовних на фоні 8 710 поляків і 2 110 євреїв.

## Поселення
Рішенням міністра внутрішніх справ 11 березня 1939 року змінені німецькі назви поселень (колоній) на польські:
- Тарнавєц Стари (замість Дорнбах — Dornbach)